# Thạnh Trị, Tân Hiệp
Thạnh Trị là một xã thuộc huyện Tân Hiệp, tỉnh Kiên Giang, Việt Nam.

## Địa lý
Xã Thạnh Trị có vị trí địa lý:
- Phía đông giáp xã Thạnh Đông
- Phía tây giáp huyện Châu Thành
- Phía nam giáp huyện Giồng Riềng
- Phía bắc giáp xã Thạnh Đông A.

Xã Thạnh Trị có diện tích 43,15 km², dân số năm 2020 là 12.585 người, mật độ dân số đạt 292 người/km².

## Hành chính
Xã Thạnh Trị được chia thành 8 ấp: Đông Thọ, Đông Thọ A, Đông Thọ B, Tàu Hơi A, Tàu Hơi B, Thạnh An I, Thạnh Trị, Thạnh Trúc.

## Lịch sử
Ngày 18 tháng 3 năm 1997, Chính phủ ban hành Nghị định số 23-CP về việc thành lập xã Thạnh Trị trên cơ sở 4.117,56 ha diện tích tự nhiên và 10.294 nhân khẩu của xã Thạnh Đông A.